# Герц Франк
Герц Ву́льфович Франк (латис. Hercs Franks; нар. 17 січня 1926, Лудза, Латвія — пом. 3 березня 2013, Єрусалим, Ізраїль) — радянський, латвійський й ізраїльський кінодокументаліст.
Герц Франк народився 17 січня 1926 року в м. Лудза, Латвія. Закінчив військове училище, служив офіцером Радянської армії. Працював журналістом і фотографом. Зняв понад 30 документальних стрічок. У 2002 заснував власну кінокомпанію Studio EFEF. Крім того викладав у кіно школах. Відомий також як автор книг та численних публікацій про мистецтво документального кіно.
Найвідомішою картиною Франка стала 10-хвилинна стрічка під назвою "Старше на 10 хвилин" (Vecāks par 10 minūtēm).
Помер 3 березня 2013 в Єрусалимі на 88 році життя.